# LaFayette (Georgia)
LaFayette ist eine Stadt im US-Bundesstaat Georgia und der County Seat des Walker County. Sie hat 7339 Einwohner (Stand: 2019) und ist Teil der Metropolregion Chattanooga.

## Geschichte
LaFayette wurde 1835 als Chattooga gegründet, als Sitz des neu gebildeten Walker County. Das County wurde nach dem ehemaligen US-Senator Freeman Walker benannt. Chattooga wurde 1836 in LaFayette umbenannt, nach Marie-Joseph Motier, Marquis de La Fayette, dem französischen Aristokraten, der im amerikanischen Revolutionskrieg kämpfte.

## Demografie
Nach der Schätzung von 2019 leben in LaFayette 7339 Menschen. Die Bevölkerung teilte sich im selben Jahr auf in 82,0 % Weiße, 8,5 % Afroamerikaner, 0,1 % amerikanische Ureinwohner, 4,7 % Asiaten und  4,7 % mit zwei oder mehr Ethnizitäten. Hispanics oder Latinos aller Ethnien machten 2,4 % der Bevölkerung aus. Das mittlere Haushaltseinkommen lag bei 30.615 US-Dollar und die Armutsquote bei 26,6 %.

## Persönlichkeiten
- Ed Dodd (1902–1991), Comic-Künstler und Cartoonist
- Ronald H. Griffith (1936–2018), General der US Army